# Maurus
Maurus ist ein männlicher Vorname und Familienname.

## Herkunft
Der Name ist die lateinische Form des griechischen Namen Μαῦρος Mauros und heißt übersetzt „voraussehend“ bzw. der „Seher“ (ursprüngliche Bedeutung: „dunkel“).

## Varianten
- Mauro

## Namenstag
- 15. Januar (Gedenktag des heiligen Maurus von Subiaco)

## Personen mit Vornamen Maurus
Antike und Mittelalter
- Terentianus Maurus (2. Jahrhundert), römischer Grammatiker
- Maurus († Ende des 3. Jahrhunderts), Priester und Märtyrer[1]
- Gregorius Maurus, katholischer Heiliger und Märtyrer († um 300), Mitpatron von St. Gereon (Köln)
- Maurus von Parenzo, istrischer Bischof und Heiliger des 3. Jahrhunderts
- Maurus (comes), spätantiker römischer Heerführer (4. Jahrhundert)
- Maurus Servius Honoratius (4./5. Jahrhundert), römischer Grammatiker
- Maurus von Piacenza, Bischof von Piacenza (420–449) und Heiliger
- Maurus († um 584), heiliger Benediktinermönch und Abt in Subiaco
- Rabanus Maurus (780–856), Erzbischof von Mainz
- Maurus von Pannonhalma (* um 1001), heiliger Benediktinermönch, Abt der Territorialabtei Pannonhalma und Bischof von Fünfkirchen
- Maurus von Csánad, 1046–1053 Bischof des Bistums Csánad
- Maurus von Salerno (* um 1130; † 1214), italienischer Arzt, medizinischer Schriftsteller und Hochschullehrer

Neuzeit
- Maurus Berve (1927–1986), deutscher Benediktiner und Abt der Abtei Neuburg bei Heidelberg
- Maurus Carnot (1865–1935), Schweizer Benediktinerpater, Dichter und Lehrer
- Maurus Faber († 1665), Abt von St. Stephan in Würzburg
- Maurus Federspiel (* 1974), Schweizer Schriftsteller und Journalist
- Maurus Friesenegger (1589–1655), bayrischer Abt Kloster Andechs von 1640 bis 1655
- Maurus Gerner-Beuerle (1903–1982), deutscher evangelischer Theologe, Pastor und Domprediger in Bremen
- Maurus Haberhauer (1746–1799), Benediktiner, mährischer Theologe, Komponist und Musikpädagoge
- Maurus Kaufmann (1871–1949), deutscher Benediktiner und erster Abt der Dormitio-Abtei in Jerusalem
- Maurus Lindemayr (1723–1783), oberösterreichischer Schriftsteller
- Maurus vom Scheidt (* 1973), deutscher Regisseur und Drehbuchautor
- Maurus Twerenbold (* 1988), Schweizer Jazzmusiker
- Maurus Wolter (1825–1890), deutscher Benediktiner, erster Erzabt der Erzabtei Beuron

## Personen mit Familiennamen Maurus
- Gerda Maurus (1903–1968), österreichische Schauspielerin
- Hartmann Maurus (vor 1506–1537), deutscher Jurist, Hochschullehrer
- Heinz Maurus (* 1952), deutscher Politiker (CDU)
- Lux Maurus (um 1470–nach 1532), deutscher Bildschnitzer aus dem Allgäu
- Nicolaus Maurus (1483–1539), deutscher lutherischer Theologe
- Peter Maurus (1909–1968), deutscher Politiker (CDU), MdL (Baden-Württemberg)
- Sophia Maurus (* 2001), deutsche Nordische Kombiniererin
- Wolfgang Maurus (* 1943), deutscher Jurist

## Fiktive Personen
- Maurus ist ein Ziegenhirt, der in mehreren Bilderbüchern von Alois Carigiet vorkommt.